# Роберто Морено
Роберто Морено (на португалски: Roberto Moreno) e бразилски автомобилен състезател от Формула 1, роден на 11 февруари 1959 година в Рио де Жанейро, Бразилия. Има 42 старта, 15 точки, един подиум и една най-бърза обиколка в световния шампионат.